# 진량초등학교
진량초등학교는 대한민국 경상북도 경산시 진량읍 신상리에 있는 공립 초등학교이다.

## 학교 연혁
- 1922년 9월 6일 설립인가
- 1923년 5월 1일 진량공립보통학교 개교
- 1938년 4월 1일 진량공립심상소학교 개칭
- 1941년 4월 1일 진량공립국민학교 개칭
- 1981년 3월 1일 병설유치원 개업
- 1996년 3월 1일 진량초등학교로 교명 변경
- 2020년 2월 14일 제94회 졸업(총졸업생 : 6,698명)
- 2020년 9월 1일 제37대 윤해숙 교장 부임

## 참고 자료
- 진량초등학교 - 한국교육학술정보원 학교알리미